# Max Hähnel
Max Hähnel (* 14. Juli 1897 in Freiberg, Sachsen; † 25. Januar 1946 in Chutorok, Sowjetunion) war ein deutscher SA-Standartenführer. Von Mai 1933 bis April 1934 war er Lagerleiter des Konzentrationslagers Sachsenburg.

## Leben
Max Hähnel war Sohn eines Bahnbediensteten. Nach eigenen Angaben gehörte er in seiner Jugend der Wandervogel-Bewegung an und sah sich als Antisemit. Zum Beginn des Ersten Weltkriegs meldete sich der 17-jährige Hähnel 1914 freiwillig zum Militär. Er wurde an verschiedenen Kriegsschauplätzen eingesetzt, zuletzt 1918 als Vizefeldwebel in Mazedonien. Im September 1918 wurde er durch eine Kugel an Kinn und Hals schwer verwundet.
Nach dem Ersten Weltkrieg setzte Hähnel seine Schulausbildung bis zum Abitur fort. Anschließend schlug er eine Verwaltungslaufbahn ein. 1920 wurde Hähnel zum Beamten bei der Reichsfinanzverwaltung ernannt. Seine Ausbildung zum Steuerbeamten durchlief Hähnel im Finanzamt Zschopau, wo er bis zu seiner Ernennung als KZ-Kommandant 1933 im Dienst blieb.
Hähnel trat zum 1. September 1930 der NSDAP (Mitgliedsnummer 302.613) und im selben Jahr der SA bei. Gefördert durch den SA-Führer Kurt Lasch, einen ehemaligen Kollegen der Finanzverwaltung, legte Hähnel eine steile ehrenamtliche Karriere in der Sturmabteilung hin: Im Januar 1932 wurde er Truppführer im Sturmbann III/182, im Juli 1932 Sturmführer. Nachdem er im Oktober 1932 zum Sturmbannführer ernannt worden war, übernahm er Ende 1932 schließlich als Führer die Flöhaer Standarte 182.
Nach der NS-Machtübernahme 1933 setzte die NSDAP Hähnel als Vertrauensmann („Kommissar“) in der Kreishauptmannschaft Flöha ein. In dieser Funktion trieb er die Gleichschaltung der Verwaltung voran. Zusätzlich wurde der SA-Führer als Hilfspolizist verpflichtet.  Berichte ehemaliger Häftlinge des KZ Sachsenburg, wonach Hähnel zeitweise das frühe Konzentrationslager Plaue leitete, lassen sich nicht belegen.

## Lagerleiter des KZ Sachsenburg
Hähnel war von Anfang an in die Planungen des Konzentrationslagers Sachsenburg involviert. Im April 1933 wurde er als Leiter des „Schutzhaftlagers Sachsenburg“ berufen. Hähnel schien für den Posten geeignet, da der frisch ernannte Standartenführer das Vertrauen der regionalen SA und NSDAP genoss und als langjähriger Finanzbeamter als Verwaltungsexperte galt. Für seine Tätigkeit als KZ-Leiter wurde der Steuerbeamte aus dem Reichsdienst beurlaubt.
Nachdem Anfang Mai 1933 die ersten Häftlinge eingetroffen waren, wurde das Lager unter Hähnels Kommando für eine Aufnahmekapazität von bis zu 2000 Häftlingen ausgebaut. Hähnel war als Lagerführer für Haftbedingungen einzelner Gefangener verantwortlich. Die Bewachung der Gefangenen übernahm die Hähnel unterstellte Flöhaer SA-Standarte 182, die als „Hilfspolizei“-Truppe eingestuft worden war. Hähnel verfügte über eine Dienstwohnung in der ehemaligen Fabrikantenvilla, die am Rande des KZ-Geländes lag.
Es ist kein Häftlingsbericht bekannt, nach dem Hähnel in Sachsenburg persönlich tätliche Gewalt anwendete oder diese anordnete. Innerhalb der SA wurde ihm vorgeworfen, zu wenig Härte gegenüber Gefangenen zu zeigen. Hähnel selber erklärte im Juli 1933, nach „Beendigung des Ansturmes“ lehne er es ab, „wehrlos Gefangene ohne tieferen Grund in teilweise viehischer Weise schlagen und misshandeln zu lassen“. Gewaltbereite Wachmänner nutzten allerdings die Abwesenheit Hähnels, um Häftlinge zu misshandeln.
Hähnel glaubte daran, die politischen Gegner durch „Erziehungsarbeit“ und eine „Versöhnungspolitik“ für den Nationalsozialismus zu gewinnen. Er setzte auf Schulungen und die Propagandatätigkeit von Häftlingen, die „übergelaufen“ waren. Die ehemaligen KPD-Funktionäre Walter Otto und Fritz Dasecke bekannten sich in einer Druckschrift zum Nationalsozialismus, welche sie fünf Sachsenburger SA-Führern widmeten, allen voran Hähnel. Allerdings waren die Gefangenen den wechselnden Launen Hähnels unterworfen: Während er ihnen häufig mit überraschender Freundlichkeit begegnete, brüllte er sie in anderen Situationen an und stieß Drohungen aus.

## Ausschluss aus der NS-Bewegung und „Schutzhaft“
Im April 1934 wurde Standartenführer Hähnel als Leiter des KZ Sachsenburg abgesetzt. Die Abberufung erfolgte damit vor dem sogenannten „Röhm-Putsch“ und vor der Übernahme des Lagers durch die SS.
Das Sondergericht der Obersten SA-Führung eröffnete ein Verfahren gegen Hähnel. Zwar wurde er wegen „unberechtigten Tragens des Eisernen Kreuzes“ nicht aus der SA ausgeschlossen, allerdings wurde ihm nahegelegt, „auf eigenen Wunsch“ um die Entlassung zu bitten. Dem kam er Anfang 1935 nach. Nachdem er sich in einer Gaststätte über den Umgang der NS-Regierung mit „alten Kämpfern“ der Bewegung beschwert hatte, wurde Hähnel im März 1935 verhaftet. Drei Monate lang saß der ehemalige Lagerleiter in „Schutzhaft“.
Nach seinem Ausschluss aus der SA kehrte Hähnel in seine alte Tätigkeit als Steuerbeamter zurück, er arbeitete in einem Dresdener Finanzamt. Ende 1936 heiratete er, aus der Ehe gingen zwei Töchter sowie ein Sohn hervor, die 1938, 1939 und 1942 geboren wurden. Eine der Töchter verstarb noch im Kindesalter. Ab Anfang 1936 kämpfte Hähnel gegen den verfügten Ausschluss aus der NSDAP. Im Oktober 1937 entschied das Oberste Parteigericht zu seinen Gunsten. Zu diesem Zeitpunkt war Hähnel in einem Finanzamt in Frankfurt am Main beschäftigt, wo er NSDAP-Funktionen übernahm. 1940 wurde Hähnel auch wieder in die SA aufgenommen.

## Zweiter Weltkrieg und Tod in Kriegsgefangenschaft
Im Zweiten Weltkrieg wurde Hähnel 1940 zur Wehrmacht einberufen. Ab Frühjahr 1941 war er im Osten eingesetzt, wo er im Mai 1941 zum Oberleutnant befördert wurde. Ab Ende 1943 befand er sich offenbar in Norwegen im Kriegsdienst, ehe seine Einheit über das heutige Estland und die Ukraine schließlich an die Weichsel verlegt wurde. Zu Kriegsende geriet Hähnel am 8. Mai 1945 bei Pízek in der Tschechoslowakei in sowjetische Kriegsgefangenschaft. Über verschiedene Lager wurde er im August 1945 in das Kriegsgefangenenlager 148/5 in Noworossisk am Schwarzen Meer eingeliefert. Dort erkrankte er schwer, weshalb er im Dezember 1945 in das Spezialhospital Nr. 5459 in Chutorok überstellt wurde. Hähnel starb dort am 25. Januar 1946 und wurde auf dem Friedhof des Lazaretts bestattet.

## Rezeption
Der Lebensweg Max Hähnels war bis zur Veröffentlichung der Biographie Hähnels in dem 2018 erschienenen Sammelband zum KZ Sachsenburg weitgehend unbekannt. Veröffentlichte Berichte ehemaliger Häftlinge zeichneten das Bild eines ungewöhnlichen KZ-Leiters, der im Zuge des „Röhm-Putsches“ ermordet worden war. Der ehemalige Sachsenburg-Gefangene Bodo Ritscher sagte 2008 in einem Vortrag: „Über den damaligen Lagerführer von Sachsenburg, den SA-Führer Hähnel, seine Kapriolen, seine Reden und Eskapaden ist viel geschrieben worden. Bekanntlich wurde er nach dem Sturz des Stabschefs der SA Röhm verhaftet, und seine Spur verschwand.“ Die These von der Ermordung Hähnels fand Eingang in wissenschaftliche Veröffentlichungen, obwohl Otto Urban bereits in einem 1934 im Exil in der Tschechoslowakei veröffentlichten Bericht geschrieben hatte, dass Hähnel als Lagerleiter abgelöst und versetzt worden sei.